# 닐뤼페르 윰루
닐뤼페르 윰루(Nilüfer Yumlu; 1955년 5월 31일 ~ )는 튀르키예의 가수이다. 유로비전 송 콘테스트 1978에서 터키 대표로 참가했다.